# 洪恩慈
洪 恩慈（こう おんじ、ホン・エンスー、英語: Hung En-tzu、2001年7月6日 - ）は、台湾の女子バドミントン選手。

## 経歴
2024年から、4歳年上の謝沛珊とペアを組む。
2025年の台北オープンとマカオ・オープンで優勝。